# A Lyga 2010
La A Lyga 2010 fue la 21.ª edición del torneo de fútbol más importante de Lituania que se jugó del 20 de marzo al 14 de noviembre y que contó con la participación de 11 equipos.
El FK Ekranas es campeón por sexta ocasión y tercera de manera consecutiva.

## Clasificación
| Pos. | Equipo      | Pts. | PJ | G  | E  | P  | GF | GC | Dif. | Clasificación o descenso                      |
| ---- | ----------- | ---- | -- | -- | -- | -- | -- | -- | ---- | --------------------------------------------- |
| 1    | Ekranas (C) | 63   | 27 | 20 | 3  | 4  | 64 | 19 | +45  | Segunda Ronda Clasificatoria Champions League |
| 2    | Sūduva      | 56   | 27 | 16 | 8  | 3  | 56 | 16 | +40  | Segunda Ronda Clasificatoria Europa League    |
| 3    | Žalgiris    | 56   | 27 | 16 | 8  | 3  | 47 | 16 | +31  |                                               |
| 4    | Tauras      | 47   | 27 | 14 | 5  | 8  | 41 | 27 | +14  | Segunda Ronda Clasificatoria Europa League    |
| 5    | Šiauliai    | 41   | 27 | 11 | 8  | 8  | 37 | 28 | +9   |                                               |
| 6    | Banga       | 39   | 27 | 10 | 9  | 8  | 34 | 30 | +4   | Primera Ronda Clasificatoria Europa League    |
| 7    | Kruoja      | 35   | 27 | 8  | 11 | 8  | 41 | 45 | −4   |                                               |
| 8    | Klaipėda    | 15   | 27 | 3  | 6  | 18 | 19 | 74 | −55  |                                               |
| 9    | Mažeikiai   | 12   | 27 | 2  | 6  | 19 | 17 | 59 | −42  |                                               |
| 10   | Atletas (D) | 0    | 27 | 0  | 6  | 21 | 14 | 56 | −42  | Desciende a la 1 Lyga                         |
| —    | Vėtra (D)   | 21   | 16 | 8  | 6  | 2  | 30 | 13 | +17  | Expulsado del torneo, desaparece              |

 Fuente: www2.omnitel.net
Criterios de clasificación: 1) Puntos; 2) Puntos entre sí; 3) Gol diferencia entre sí; 4) Goles anotados entre sí; 5) Gol diferencia; 6) Goles anotados.
Notas:
1. 1 2  SŪD: 3 pts, 1-1; ŽAL: 3 pts, 1–1
2. ↑  Al Žalgiris le fue negada la licencia para competiciones en la UEFA, por lo que el Tauras tomó su lugar en la UEFA Europa League.
3. ↑  Banga fue finalista en la Lithuanian Football Cup 2010/11 en la que perdió contra el Ekranas. Como el Ekranas logró la clasificación a la Champions League, Banga clasifica a al primera ronda clasificatoria de la UEFA Europa League como finalista de la copa nacional.
4. ↑  El Atletas inició la temporada con un castigo de 6 puntos por irregularidades en el proceso de licitación.[1]
5. ↑  El Vėtra inició la temporada con un castigo de 6 puntos por irregularidades en el proceso de licitación junto al Atletas.[1] Más tarde le quitaron 3 puntos más por la deuda con el futbolista Almir Sulejmanovič.[2]
6. ↑  Luego de 17 jornadas del campeonato, el Vėtra fue expulsado del campeonato por deudas financieras. Todos los resultados fueron anulados.[3]

## Resultados

### Primera y Segunda Vuelta
| Local \ Visitante | ATL | BAN | EKR | KLA | KRU | MAŽ | SŪD | ŠIA | TAU | VĖT | ŽAL |
| ----------------- | --- | --- | --- | --- | --- | --- | --- | --- | --- | --- | --- |
| Atletas           |     | 0–0 | 0–3 | 0–1 | 1–2 | 1–2 | 0–5 | 1–2 | 0–1 | 0–3 | 0–2 |
| Banga             | 3–0 |     | 0–3 | 1–1 | 0–3 | 2–1 | 0–2 | 2–1 | 2–1 | 1–1 | 1–1 |
| Ekranas           | 1–0 | 0–0 |     | 2–1 | 4–1 | 5–0 | 1–1 | 3–1 | 4–1 | 3–2 | 3–0 |
| Klaipėda          | 1–0 | 0–3 | 1–4 |     | 1–2 | 2–2 | 1–6 | 0–2 | 2–3 | 1–3 | 0–3 |
| Kruoja            | 1–1 | 2–3 | 0–2 | 1–1 |     | 1–0 | 0–2 | 3–3 | 3–3 | 1–1 | 1–1 |
| Mažeikiai         | 2–2 | 2–2 | 0–2 | 1–1 | 0–2 |     | 1–2 | 0–1 | 1–3 | 1–4 | 0–1 |
| Sūduva            | 3–1 | 0–0 | 1–1 | 4–0 | 2–1 | 3–0 |     | 1–1 | 3–1 |     | 0–0 |
| Šiauliai          | 1–1 | 1–0 | 1–2 | 2–1 | 2–2 | 2–1 | 0–0 |     | 0–1 | 0–0 | 1–3 |
| Tauras            | 2–0 | 2–0 | 2–1 | 2–0 | 4–0 | 0–0 | 0–1 | 0–0 |     | 0–0 | 1–1 |
| Vėtra             | 0–0 | 2–1 |     | 1–1 | 3–0 | 3–0 | 3–1 |     |     |     | 3–1 |
| Žalgiris          | 4–1 | 2–0 | 0–1 | 3–0 | 3–1 | 6–0 | 1–1 | 1–0 | 1–0 | 2–1 |     |

### Tercera Vuelta
| Local \ Visitante | ATL | BAN | EKR | KLA | KRU | MAŽ | SŪD | ŠIA | TAU | VĖT | ŽAL |
| ----------------- | --- | --- | --- | --- | --- | --- | --- | --- | --- | --- | --- |
| Atletas           |     |     | 0–5 | 2–3 | 0–1 |     | 1–4 |     | 0–1 |     |     |
| Banga             | 1–0 |     |     |     |     | 6–1 |     | 0–1 |     |     | 1–1 |
| Ekranas           |     | 2–3 |     | 5–0 | 3–2 |     |     | 2–1 |     |     |     |
| Klaipėda          |     | 1–1 |     |     | 1–1 |     |     | 0–7 |     |     | 0–4 |
| Kruoja            |     | 1–1 |     |     |     | 2–0 |     | 2–2 |     |     | 2–2 |
| Mažeikiai         | 1–1 |     | 0–3 | 1–0 |     |     | 1–3 |     | 0–3 |     |     |
| Sūduva            |     | 1–0 | 2–0 | 7–0 | 1–2 |     |     | 0–1 |     |     |     |
| Šiauliai          | 1–1 |     |     |     |     | 1–0 |     |     | 0–1 |     | 2–0 |
| Tauras            |     | 0–2 | 0–2 | 5–0 | 2–2 |     | 2–1 |     |     |     |     |
| Vėtra             |     |     |     |     |     |     |     |     |     |     |     |
| Žalgiris          | 3–0 |     | 1–0 |     |     | 2–0 | 0–0 |     | 1–0 |     |     |